# Tour della nazionale maschile di rugby a 15 del Sudafrica 2014

## Risultati
| Arbitro: | Romain Poite |

|                               |      |                           |
| 41’ Ruddock 71’ Bowe          | mt   | 55’ Coetzee 79’ Pietersen |
| 41’, 71’ Sexton               | tr   | 71’ Pollard               |
| 8’, 23’, 62’, 70’, 78’ Sexton | c.p. | 37’ Pollard               |

| Arbitro: | Steve Walsh |

|                                   |      |                                       |
| 44’ Wilson 47’ Morgan 78’ Barritt | mt   | 15’ Serfontein 40’ Reinach 53’ Burger |
| 44’, 47’ Farrell                  | tr   | 15’, 40’ Lambie                       |
| 27’, 35’ Farrell 67’ Ford         | c.p. | 10’, 32’, 66’ Lambie                  |
|                                   | drop | 76’ Lambie                            |

| Arbitro: | Jérôme Garcès |

|                  |      |                                       |
|                  | mt   | 21’ Oosthuizen 59’ Reinach 79’ Habana |
|                  | tr   | 59’ Lambie 79’ Pollard                |
| 12’, 40’ Haimona | c.p. | 15’ Lambie                            |

| Arbitro: | John Lacey |

|                             |      |                 |
| 4’, 48’, 53’, 58’ Halfpenny | c.p. | 10’, 51’ Lambie |